# أوفه باين
أوفه باين (بالألمانية: Uwe Bein) من مواليد (26 سبتمبر 1960) في هيرينجين، لاعب كرة قدم ألماني لم يكتسب شهرة واسعة، كان يلعب في خط الوسط ويعتبره معجبوه أفضل لاعب ألماني يلعب تمريرات قاتلة.
بدأ مشواره الاحترافي في سنة 1978 واختتمه في سنة 1998 وقضى خلال مسيرته سنتين في اليابان مع نادي أوراوا ريد دياموندز.
كانت أكبر نجاحات أوفه باين هي مشاركته في كأس العالم لكرة القدم 1990 ، حيث لعب أربع مباريات من سبع مباريات لمنتخب بلاده قبل أن توقفه الإصابة، فشارك في المباريات الثلاث لمجموعة ألمانيا في الدور الأول بالإضافة إلى مباراة الدور ربع النهائي ضد تشيكوسلوفاكيا ، ولم يلعب في مباراة نصف النهائي والمباراة النهائية. وسجل هدف واحد في مباراة ألمانيا ضد الإمارات والتي انتهت بفوز ألمانيا 5-1.

## وصلات خارجية
- أوفه باين على موقع الاتحاد الدولي (مؤرشف)  (الإنجليزية)
- أوفه باين على موقع الاتحاد الأوربي (الإنجليزية)
- أوفه باين على موقع رابطة كرة القدم اليابانية للمحترفين (اليابانية)
- أوفه باين على موقع قاعدة بيانات كرة القدم.إي يو (الإنجليزية)
- أوفه باين على موقع بيانات كرة القدم. دي إي (الألمانية)
- أوفه باين على موقع ناشيونال فوتبول تيمز (الإنجليزية)
- أوفه باين على موقع Soccerway.com (الإنجليزية)
- أوفه باين على موقع عالم كرة القدم.نت (الإنجليزية)

- Uwe Bein على بيانات كرة القدم. دي إي باللغة الألمانية
- Uwe Bein at weltfussball.de (بالألمانية)